# Główny Urząd Likwidacyjny (PRL)
Główny Urząd Likwidacyjny – urząd państwowy powołany na podstawie dekretu z dnia 8 marca 1946 o majątkach opuszczonych i porzuconych.
Zorganizowany był w formie sieci okręgowych urzędów likwidacyjnych pokrywających swym zasięgiem poszczególne województwa. Do zakresu ich działania należało zabezpieczenie, oddawanie w dzierżawę majątków opuszczonych, sporządzanie ich inwentarza i sprzedaż nieruchomości opuszczonych. Według ustawy z dnia 18 listopada 1948 o zmianie organizacji i zakresie działania urzędów likwidacyjnych utworzono rejonowe urzędy likwidacyjne jako władze I instancji. Władzami II instancji zostały okręgowe urzędy likwidacyjne. Rozporządzenie ministrów: Skarbu i Ziem Odzyskanych z dnia 23 grudnia 1949 wprowadziło zróżnicowanie kompetencji urzędów likwidacyjnych I i II instancji. Do zakresu działania okręgowych urzędów likwidacyjnych należało:
- wykonywanie nadzoru nad czynnościami podległych urzędów;
- orzecznictwo w II instancji w sprawach należących do zakresu działania rejonowych urzędów likwidacyjnych;
- załatwianie w I instancji spraw nie należących do zakresu działania rejonowych urzędów likwidacyjnych i nie zastrzeżonych do rozpatrywania przez ministerstwa: Skarbu i Ziem Odzyskanych.

Do zakresu działania rejonowych urzędów likwidacyjnych należało:
- ustalanie czy dany majątek jest opuszczony lub poniemiecki,
- zabezpieczanie majątków do czasu objęcia ich w zarząd przez właściwe ze względu na rodzaj majątku władze,
- wykonywanie orzeczeń o przepadku lub o zabezpieczeniu przepadku majątku,
- sporządzanie i kontrola ich inwentarza,
- dokonywanie szacowania majątków,
- oddawanie w najem lub dzierżawę majątków zgodnie z przepisami,
- zbywanie ruchomości z wyjątkiem remanentów towarowych i urządzeń stanowiących część składową przedsiębiorstw przemysłowych i handlowych,
- ustalanie wysokości nakładów w majątkach opuszczonych,
- dokonywanie rozliczeń z osobami, którym przywrócono posiadanie majątków opuszczonych,
- zabezpieczanie kosztów nadzoru i zarządu majątków opuszczonych,
- dochodzenie należności powstałych w związku z zarządem i likwidacją majątków,
- składanie wniosków o ujawnienie w księgach wieczystych i innych rejestrach publicznych przejścia praw majątkowych na rzecz Państwa i osób praw publicznego.

Na czele okręgowego urzędu likwidacyjnego stał dyrektor podległy Ministrowi Skarbu, a na Ziemiach Odzyskanych Ministrowi Ziem Odzyskanych, na czele rejonowego urzędu likwidacyjnego stał naczelnik, podległy dyrektorowi okręgowego urzędu likwidacyjnego. Urzędy likwidacyjne zostały zlikwidowane w 1951 r.